# Wyższa Szkoła Bezpieczeństwa Publicznego i Indywidualnego „Apeiron” w Krakowie
Wyższa Szkoła Bezpieczeństwa Publicznego i Indywidualnego w Krakowie „Apeiron” – krakowska wyższa uczelnia niepubliczna, kształcąca przyszłych pracowników administracji publicznej, między innymi pracowników służb mundurowych.
Założycielem WSBPiI „Apeiron” jest Juliusz Piwowarski. Uczelnia ma akredytację Polskiej Komisji Akredytacyjnej (wpis numer 326).
Absolwenci uczelni wstępujący do policji polskiej mogą być zwolnieni z niektórych zajęć teoretycznych w trakcie szkolenia podstawowego.
"W 2016 roku w ramach Ogólnopolskiego Programu Certyfikacji Szkól Wyższych realizowanego przez Fundację Rozwoju Edukacji i Szkolnictwa Wyższego uczelnia otrzymała tytuł „Uczelnia Liderów 2016”. W tym samym roku decyzją Kapituły Centralnego Biura Certyfikacji Krajowej uczelnia została Laureatem Godła „Uczelnia Wyższa Roku 2016"

## Władze
- Rektor: dr hab. Juliusz Piwowarski – doktor filozofii dalekiego wschodu, magister politologii, posiadacz stopnia 8 dan All Style Karate, Mistrz Świata All Style Karate; wieloletni szkoleniowiec Kompanii Antyterrorystycznej.
- Prorektor: dr hab. prof. nzw. Janusz Gierszewski - nauki polityczne, nauki o bezpieczeństwie[4]
- Kanclerz: Barbara Piwowarska
- Dziekan Wydziału Bezpieczeństwa i Nauk Społeczno-Prawnych: dr Andrzej Zachuta – nauki prawne, prawo karne, prawo procesowe

## Studia I stopnia (licencjackie)
Wydział Bezpieczeństwa i Nauk Społeczno-Prawnych w Krakowie prowadzi kierunek bezpieczeństwo wewnętrzne z następującymi specjalnościami:
- bezpieczeństwo i porządek publiczny
- poszukiwanie osób zaginionych
- detektywistyka
- zarządzanie kryzysowe
- bezpieczeństwo informacji

Zamiejscowy Wydział w Katowicach prowadzi kierunek bezpieczeństwo wewnętrzne z następującymi specjalnościami:
- bezpieczeństwo i porządek publiczny
- zarządzane kryzysowe
- bezpieczeństwo informacji

## Studia II stopnia (magisterskie)
Wydział Bezpieczeństwa i Nauk Społeczno-Prawnych w Krakowie prowadzi kierunek bezpieczeństwo wewnętrzne z następującymi specjalnościami:
- policyjna
- ochrona osób i mienia
- poszukiwanie osób